# Masuda Takashi
Masuda Takashi (益田 孝?) (12 de noviembre de 1848 – 28 de diciembre de 1938), fue un prominente industrial, inversionista, empresario y coleccionista de arte. Durante los periodos Meiji y Taishō y principios de la Shōwa, fue el responsable de transformar la empresa Mitsui en un zaibatsu a través de la creación de una sociedad mercantil general, Mitsui Bussan. También fundó el periódico Chugai Shōgyō Shimpō (中外商業新報?), cuyo nombre cambiaría a Nihon Keizai Shimbun.

## Biografía
Masuda Takashi nació en la isla de Sado, en la actual Prefectura de Niigata. Su padre era un funcionario (Hakodate bugyō) del shogunato Tokugawa, cuyo trabajo implicaba trabajar con extranjeros y tratar asuntos de comercio exterior. Su padre fue transferido a Edo, donde Takashi estudiaría inglés y se convertiría en intérprete del shogunato. Takashi comenzaría a trabajar como intérprete en el Consulado General de los EE.UU. (establecido en Zenpuku-ji en Azabu) a la edad de 14 años.
Masuda acompañó a Ikeda Nagaoki en la fracasada Segunda Embajada japonesa a Europa para negociar la anulación del estatus de puerto franco de Yokohama en 1863. A su regreso continuó sus estudios de inglés en la Escuela Hepburn (la precursora de la Universidad Meiji Gakuin) de Yokohama. 
En 1871, tras la restauración Meiji, Masuda obtuvo un trabajo en el Ministerio de Finanzas gracias sus contactos personales con Inoue Kaoru. Fue jefe de la Casa de la Moneda, pero renunció en 1873. En 1874, con el apoyo de Inoue, consiguió el puesto de vicepresidente de la sociedad mercantil Senshu Kaisha de Tokio. Dicha empresa fue absorbida en 1876 por la familia Mitsui y se creó la compañía Mitsui, de la cual fue el primer presidente. Desde la presidencia de la Compañía Comercial Mitsui (Mitsui Bussan Kaisha) trabajó el desarrollo del zaibatsu Mitsui, que se convirtió en una de las empresas dominantes en las exportaciones japonesas de ropa de seda e hilo, algodón, carbón y arroz, y en la importación de productos industriales y armamento. 
Masuda negoció con el Ministerio de Industria la adquisición de las minas de carbón de Miike a un precio muy ventajoso cuándo el gobierno decidió no hacerse cargo de gestionar industrias. De ahí surgiría la compañía filial Mitsui Kōzan KK (también conocida como Mitsui Mining Company, Ltd.) en 1889, con Dan Takuma como presidente. En 1900, creó la Compañía Azucarera de Taiwán 台湾糖業公司 (Taiwan Tōgyō Kōshi), que marcó el inicio de la expansión de Mitsui hacia las colonias de ultramar. Para el año 1910, Mitsui se había convertido en la compañía comercial general más grande de Japón y controlaba casi el 20% del comercio total de Japón.
Masuda se retiró oficialmente en 1913, y dedicó sus energías hacia la práctica de la ceremonia del té, el coleccionismo de obras de arte y el desarrollo de empresas avícolas y piscícolas. Tenía residencias en Odawara y Kamakura, donde ejercía como anfitrión de la ceremonia del té. En 1918, se le otorgó el título de danshaku (barón).
Masuda murió en 1938. Su tumba se halla en el templo budista de Gokoku-ji en Tokio.